# Phyllodytes maculosus
Phyllodytes maculosus är en groddjursart som beskrevs av Cruz, Feio och Cardoso 2007. Phyllodytes maculosus ingår i släktet Phyllodytes och familjen lövgrodor. IUCN kategoriserar arten globalt som otillräckligt studerad. Inga underarter finns listade i Catalogue of Life.